# Żeńskie imiona greckie

## A
- Agapita
- Agata
- Agnieszka
- Aleksandra, Sandra
- Amaranta
- Amonaria
- Anastazja
- Anatola
- Anatolia
- Andrea
- Andromeda
- Andrzeja
- Apolonia
- Ariadna
- Artemia
- Arystea
- Aspazja
- Atena
- Atenaida
- Ateniada

## B
- Barbara
- Berenika

## C
- Charytyna
- Chloe
- Cyriaka

## D
- Damiana
- Delfina
- Demetria
- Doryda
- Dorota (por. Donata, Danuta)

## E
- Erazma
- Eudokia
- Eudoksja
- Eufemia
- Eufrozyna
- Eugenia
- Eulalia
- Eulampia
- Eunika
- Eustachia
- Euzebia
- Ewarysta
- Ewodia

## F
- Filipa
- Filipina
- Filomela
- Filomena
- Fotyna

## G
- Greta
- Gaja

## H
- Halina
- Helena
- Heliodora
- Hermiona
- Hipolita

## I
- Idalia
- Ilona
- Irena
- Ifigenia

## J
- Jolanta
- Jokasta

## K
- Kaliksta, Kalista
- Kalina
- Kasandra
- Katarzyna
- Kleopatra
- Koryna
- Krzysztofa
- Ksenia

## L
- Larysa
- Leandra
- Leokadia
- Leona
- Leoncja
- Leonia
- Leontyna
- Lidia

## M
- Małgorzata
- Melania
- Melisa
- Mirona

## N
- Narcyza
- Nicefora
- Nikodema
- Nila
- Nimfodora
- Nina

## O
- Ofelia
- Ondrzeja
- Olimpia

## P
- Pamfilia
- Partenia
- Pelagia
- Platonida
- Poliksena
- Prakseda
- Pandora

## R
- Rea

## S
- Sebastiana
- Sofronia
- Sotera
- Stefania
- Sybilla
- Symforiana
- Symforoza

## T
- Taida
- Tala
- Tekla
- Telesfora
- Teodora
- Teodota
- Teodozja
- Teofania
- Teofila
- Teona
- Teonilla
- Teopista
- Teresa
- Trofima
- Tryfena
- Tryfonia
- Tymona

## W
- Weronika

## Z
- Zefiryna
- Zenaida
- Zenobia
- Zenona
- Zoe
- Zofia